# Кріс Вудз
Кріс Вудз (англ. Chris Woods, нар. 14 листопада 1959, Свайнсгед, Лінкольншир) — англійський футболіст, що грав на позиції воротаря. По завершенні ігрової кар'єри — футбольний тренер.
Виступав за ряд англійських клубів, шотландський «Рейнджерс» та американський «Колорадо Рапідз», а також національну збірну Англії, у складі якої був учасником двох чемпіонатів Європи і двох чемпіонатів світу.

## Клубна кар'єра
Народився 14 листопада 1959 року. Вихованець футбольної школи клубу «Ноттінгем Форест». Він був упевнений, сміливий і рухливий, і досить рано його стали порівняти з легендарним англійським воротарем — Пітером Шилтоном. Кріс підписав повноцінний контракт в 1976 році, але протягом трьох років у клубі, він так і не дебютував. За цей час «Форест» виграв Другий дивізіон Футбольної ліги у 1977 році, саме тоді в клуб прийшов Шилтон, а потім «Червоні» виграли і Перший дивізіон Футбольної ліги, ставши вперше в своїй історії чемпіонами Англії. Шилтон прийшов у клуб у вересні 1977 року і грав стабільно в основі, а Вудз, не виходячи на поле номінально вигравав з командою низку трофеїв, найвищим з яких став Кубок європейських чемпіонів УЄФА.
Влітку 1979 року перейшов у «Квінз Парк Рейнджерс» за 250 тис. фунтів і провів наступні два сезони у Другому дивізіоні, будучи основним воротарем, після чого за 225 тис. фунтів перейшов у «Норвіч Сіті». У тому ж сезоні 1980/81 «канарки» посіли 20 місце і вилетіли з Першого дивізіону, проте відразу повернулись до еліти, де виступали до сезону 1984/85 включно, в якому стали володарями Кубка англійської ліги, проте паралельно знову посіли 20 місце і покинули елітний дивізіон. У сезоні 1985/86 Вудз знову допоміг команді виграти Другий дивізіон і вийти в еліту, після чого покинув клуб. Протягом усього часу виступів за клуб Вудз був основним гравцем, зігравши у чемпіонаті 216 матчів.
Своєю грою за останню команду привернув увагу представників тренерського штабу клубу «Рейнджерс», до складу якого приєднався влітку 1986 року. Відіграв за команду з Глазго наступні п'ять сезонів своєї ігрової кар'єри. Більшість часу, проведеного у складі «Рейнджерс», також був основним голкіпером команди і по чотири рази виграв з клубом чемпіонат Шотландії та Кубок шотландської ліги.
В серпні 1991 року повернувся в Англію, ставши гравцем «Шеффілд Венсдей», який заплатив за воротаря 1,2 млн фунтів. У новій команді Вудз став основним воротарем і допоміг команді у 1993 році дійти до фіналу Кубка Англії та Кубка англійської Ліги, проте в обох турнірах «Венсдей» у вирішальному матчі поступився столичному «Арсеналу». З сезону 1993/94 став дублером Кевіна Прессмена і рідко виходив на поле, тому 1995 року ненадовго здавався в оренду в «Редінг», після чого на поноцінній основі перейшов у американський «Колорадо Рапідз».
У жовтні 1996 року Грем Сунес, менеджер «Саутгемптона», орендував воротаря, який мав стати дублером Дейва Бізанта, проте в своєму четвертому матчі за «святих» проти «Блекберн Роверз» він отримав перелам ноги і повернувся в США на відновлення. Цей матч став останнім для голкіпера у вищому англійському дивізіоні.
У сезоні 1996/97 був у заявці «Сандерленд», проте на поле у чемпіонаті так і не вийшов.
Завершив професійну ігрову кар'єру у клубі «Бернлі» з третього за рівнем дивізіону Англії, за який виступав протягом сезону 1997/98 років.

## Виступи за збірні
У 1979—1983 роках залучався до складу молодіжної збірної Англії. На молодіжному рівні зіграв у 6 офіційних матчах.
З 1984 по 1989 рік захищав кольори другої збірної Англії. У складі цієї команди провів 2 матчі.
16 червня 1985 року дебютував в офіційних матчах у складі національної збірної Англії в товариській грі проти збірної США. У наступному році у складі збірної став учасником чемпіонату світу 1986 року у Мексиці, проте був лише дублером Пітера Шилтона, тому на поле не виходив. Через два роки на чемпіонаті Європи 1988 року у ФРН Вудз знову був дублером Шилтона, але англійці у перших двох матчах групи зазнали поразки і втратили шанси на вихід, а Шилтон пропустив 4 голи, тому на останній матч проти СРСР на поле вийшов Вудз, дебютувавши таким чином на великих турнірах. Англійці програли й цей матч 1:3 і покинули турнір, посівши останнє місце у групі.
Ще через два роки Вудз знову поїхав у статусі дублера Шилтона на чемпіонат світу 1990 року в Італії і не зіграв на турнірі, де англійці посіли четверте місце, а Шилтон, після програного матчу за третє місце італійцям (1:2), завершив кар'єру в збірній. Завдяки цьому Вудз нарешті зміг стати основним воротарем англійської збірної і в цьому статусі поїхав на чемпіонат Європи 1992 року у Швеції. У перших двох матчах Кріс не пропускав і його команда грала внічию 0:0, але в останньому матчі Вудз пропустив два голи від господарів турніру шведів (1:2) і англійці посіли останнє місце в групі.
Після цього Вудз був основним воротарем у відборі на чемпіонат світу 1994 року, проте кваліфікація йшла невдало і 1993 року основним воротарем команди став молодий Девід Сімен. А Вудз останній матч за збірну провів 9 червня 1993 року проти збірної США (0:2), матчем із якою і розпочинав кар'єру гравця дев'ять років тому. Вже без Вудза англійці так і не змогли кваліфікуватись на чемпіонат світу, програвши вирішальний матч в Осло збірній Норвегії (0:1), але навіть після цього Кріс за збірну більше не виступав. Всього протягом кар'єри у національній команді, яка тривала 9 років, провів у формі головної команди країни 43 матчі.

## Кар'єра тренера
Вудз почав тренерську кар'єру в штабі Волтера Сміта в «Евертоні» в 1998 році, де він став тренером воротарів.
У 2011 році Вудз був запрошений в тренерський штаб національної збірної США, де він працював з воротарями, у тому числі з Тімом Говардом, знайомому йому по роботі в «Евертоні».
1 липня 2013 року було оголошено, що Кріс Вудз, разом із Стівом Раундом і Джиммі Ламсденом залишають «Евертон» і приєднуються до тренерського штабу Девіда Моєса у «Манчестер Юнайтед». 13 травня 2014 року, незабаром після звільення Моєса, також був звільнений з клубу.
15 червня 2015 року став тренером воротарів у «Вест Гем Юнайтед». Вудз залишив цю посаду в травні 2018 року після призначення нового менеджера Мануеля Пеллегріні.
У серпні 2021 року приєднався до тренерського штабу Стіва Кларка у збірній Шотландії.

## Титули і досягнення

### Командні
- Чемпіон Англії (1):

«Ноттінгем Форест»: 1977-78
- Володар Кубка англійської ліги (3):

«Ноттінгем Форест»: 1977-78, 1978-79: «Норвіч Сіті»: 1984-85
- Чемпіон Шотландії (4):

«Рейнджерс»: 1986–87, 1988–89, 1989–90, 1990–91
- Володар Кубка шотландської ліги (4):

«Рейнджерс»: 1986–87, 1987–88, 1988–89, 1990–91
- Володар Кубка чемпіонів УЄФА (1):

«Ноттінгем Форест»: 1978–79

### Індивідуальні
- У символічній збірній Другого дивізіону Футбольної ліги: 1985-86
- Гравець року[en] «Норвіч Сіті»: 1984
- У залі слави[en] «Норвіч Сіті»